# El Caney
El Caney è una cittadina situata a nordest di Santiago di Cuba da cui dista circa 5 km.